# Henk van Rensbergen
Henk van Rensbergen (Brussel, 1968) is een Belgisch fotograaf. Hij wordt beschouwd als een van de pioniers van Urban Exploring in België.
Henk van Rensbergen is piloot van beroep. Na een loopbaan bij Sabena is hij anno 2019 voor een Nederlandse chartermaatschappij gezagvoerder op een Boeing 787. In zijn vrije tijd bezoekt hij minstens sinds 1991 verlaten sites en vervallen gebouwen als fabrieken, ziekenhuizen, hotels en pretparken om ze te verkennen en fotografisch vast te leggen. Hij begon hier 30 jaar geleden mee en ondertussen hield hij diverse tentoonstellingen om zijn werk aan de buitenwereld te tonen.
Plaatsen in België waar hij voor zijn tweede boek fotografeerde, zijn de Arbeidsrechtbank in Gent, het openbare ziekenhuis van Jumet, de oude Loretteschool in Mechelen, de catacomben van het kerkhof van Laken, een verlaten treinemplacement bij Charleroi, de vervallen hippodroom van Groenendaal en het autokerkhof van Châtillon.
Van Rensbergen bracht sinds 2007 diverse fotoboeken uit bij uitgeverij Lannoo.